# 赫爾布蘭茨
赫爾布蘭茨是奧地利的城鎮，位於該國西部，由福拉爾貝格州負責管轄，面積8.73平方公里，海拔高度426米，主要經濟活動是農業，2012年人口6,357。